# Degeneración lobular frontotemporal
La degeneración lobular frontotemporal (DLFT) es el nombre que recibe un conjunto de desórdenes clínica, patológica y genéticamente heterogéneos asociados a una atrofia de los lóbulos frontal y temporal del cerebro, y más moderadamente, de los lóbulos parietal y occipital.
En el grupo de edad de mayores de 65 años, la DFLT es probablemente la cuarta causa más común de demencia, tras la enfermedad de Alzheimer, la demencia de cuerpos de Lewy y  la demencia vascular. En el grupo de edad de menores de 65 años, es la segunda causa más común tras el mal de Alzheimer. En algunos pacientes, los síntomas del Alzheimer y la DLFT pueden solaparse.
Existen tres subtipos clínicos de la DLFT:
- Demencia frontotemporal
- Afasia progresiva no fluente
- Demencia semántica

Según Neary et al. (1998) y Pickering-Brown et al. (2007), estos subtipos representan respectivamente el 75%, el 15 % y el 10% de los casos totales de DLFT. La mayor parte de los casos tienen comienzo entre los 50 y los 60 años.

## Histología
Existen cuatro subtipos histológicos principales: (según Toribio-Díaz  M.E. y cols.)
- Taupatías (inclusiones de proteína tau): Enfermedad de Pick, demencia ligada al cromosoma 17 por mutación del gen MAPT (proteína tau asociada a los microtúbulos), degeneración corticobasal, parálisis supranuclear progresiva, demencia con granos argirófilos, taupatía multisistémica, taupatías inclasificables, demencia con predominio de ovillos.
- Ubiquitinopatías (inclusiones con inmunorreactividad positiva para Ubiquitina y negativa para tau). En la mayor parte de los casos de este subtipo patológico, las inclusiones contienen una proteína llamada TDP-43. Existen cuatro subtipos de esta patología descritas: a) Neuritas distróficas; b) inclusiones neuronales citoplasmáticas; c) inclusiones neuronales intranucleares; y d) asociadas a mutaciones del gen VCP (valosing containing protein) en el cromosoma 9.
- Demencia sin cambios histopatológicos definidos (DLDH). Un subtipo controversial; las últimas investigaciones apuntan a que algunas de las demencias incluidas en este grupo podrían ser reubicadas en alguno de los apartados anteriores.
- Enfermedad por inclusión neuronal de filamentos intermedios. Muy poco frecuente, provoca una demencia de perfil frontotemporal de inicio precoz, con signos piramidales y extrapiramidales.

## Genética
Muchos casos de DLFT (alrededor del 40%) se deben a factores genéticos. Se han descrito dos genes principales cuyas mutaciones pueden provocar DLFT:
- Las mutaciones en el gen MAPT (cromosoma 17q21) pueden causar demencia frontotemporal ligada al cromosoma 17 con parkinsonismo (DLFT-17). Se han descrito 41 mutaciones distintas, suponiendo el 5-10% de los casos de DLFT debida a causas hereditarias.
- Las mutaciones en el gen de la progranulina (PGRN), también ubicado en el cromosoma 17q21. Se han descrito más de 44 mutaciones distintas de este gen que provocan ubiquitinización y acumulación de proteína TDP43 en las inclusiones neuronales intracitoplasmáticas (DLFT-U) afectando principalmente a las capas superficiales del neocórtex y el estriado. La DFLT-U representa más del 50% del total de las DLFT, y alrededor del 60% de las DLFT debidas a factores hereditarios.

Existen otros genes que se ven implicados en la presentación de la DLFT:
- Miopatía con cuerpos de inclusión asociada a Enfermedad de Paget ósea y Demencia Frontotemporal (IBMPFD): Provocada por la mutación del gen VCP (valosin-containing protein). Se encuentra en el cromosoma 9. Afecta a las regiones corticales del neocórtex, y provoca un cuadro de debilidad y demencia frontal.
- DLFT ligada al cromosoma 3: Provocada por la mutación del gen Charged multivesicular body protein 2B (CHMP2B). Provoca cambios en el comportamiento y la personalidad, así como afasia progresiva.
- DLFT ligada al cromosoma 9: Se observan abundantes inclusiones neuronales intracitoplasmáticas y escasas inclusiones neuronales intranucleares. Asociada a la enfermedad de la motoneurona.
- DLFT asociada a la esclerosis lateral amiotrófica.

## Técnicas de neuroimagen
A efectos diagnósticos se aplican las técnicas de Resonancia magnética y Tomografía por emisión de positrones con el trazador 18-Flúor-Desoxi-Glucosa (18FDG), para cuantificar el grado de atrofia lobular y la disminución en el consumo de glucosa. Los tres subtipos principales de DLFT (demencia frontotemporal, afasia progresiva no fluente y demencia semántica), se caracterizan por el deterioro de determinadas redes neuronales específicas.
En el caso de la demencia frontotemporal, la zona afectada corresponde con el área frontomedial, implicada en la cognición social. La demencia semántica está relacionada principalmente con alteraciones en el polo temporal inferior y la amígdala; áreas implicadas en el manejo de conceptos, procesamiento de información semántica y cognición social. Por su parte, en la afasia progresiva no fluente se ve afectada el área frontotemporal izquierda, implicada en el procesamiento fonológico y sintáctico.